# 大地のシンフォニー/約束
「大地のシンフォニー/約束」（だいちのシンフォニー やくそく）は、エレファントカシマシの43枚目のシングルである。

## 概要
前シングルに続き両A面シングルとなった。初回限定盤にはボーナスCD「2012年新春渋公ライブセレクション」が付属する。

## 収録曲
1. 大地のシンフォニー
作詞:宮本浩次、作曲：宮本浩次、編曲：YANAGIMAN・宮本浩次
2. 約束
作詞・作曲：宮本浩次、編曲:YANAGIMAN・宮本浩次
3. 大地のシンフォニー- instrumental
4. 約束- instrumental

### 初回盤ボーナスCD「2012年 渋公 新春ライブセレクション」
- 2012年1月6.7日 渋谷公会堂公演より収録。

1. おかみさん
2. Soul rescue
3. リッスントゥザミュージック
4. 旅
5. 笑顔の未来へ
6. 桜の花、舞い上がる道を
7. パワー・イン・ザ・ワールド